# 阿诺·克莱芒

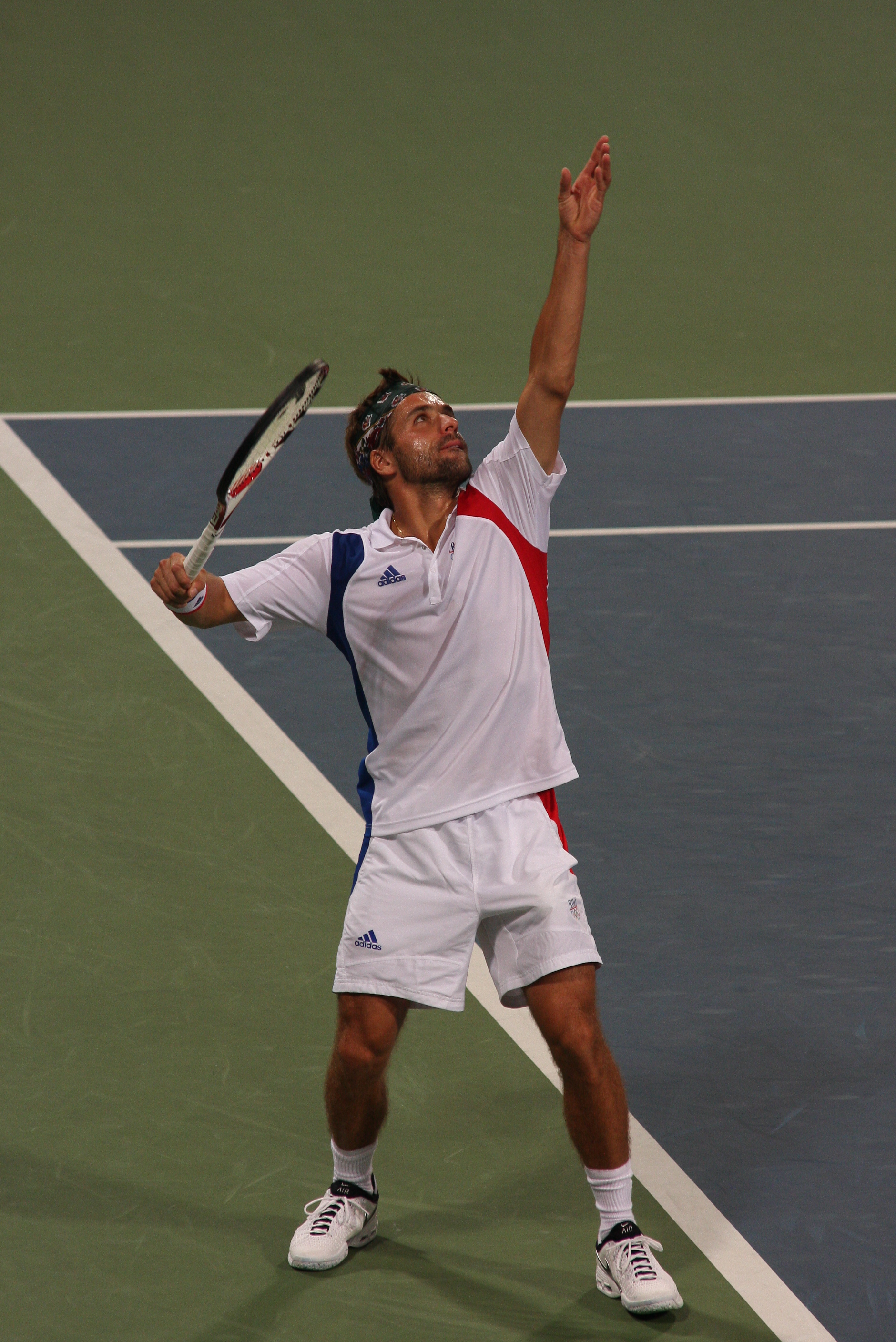
阿诺·克莱芒

阿诺·克莱芒（法語：Arnaud Clément，1977年12月17日—），出生于普罗旺斯地区艾克斯，法国职业网球运动员，曾获得温布尔登网球锦标赛男子双打（2007年）冠军。

## 大滿貫

### 男單亞軍 (1)
| 年度 | 賽事           | 場地 | 決賽對手 | 對手國籍 | 勝方比分      |
| 2001 | 澳大利亞公開賽 | 硬地 |          | 美國     | 6-4、6-2、6-2 |

## 外部連結
- 阿诺·克莱芒（英文/西班牙文）的官方資料
- 阿诺·克莱芒的國際網球總會 職業／青少年 官方資料（英文）
- 阿诺·克莱芒的官方資料（英文）